# Ofensiva do Tet
Ofensiva do Tet foi um ataque surpresa massivo e coordenado em três fases, lançado pelos norte-vietnamitas e vietcongues contra as forças americanas e sul-vietnamitas em 30 de janeiro de 1968, durante a Guerra do Vietnã.
As operações recebem este nome porque se iniciaram nas primeiras horas da manhã do Tết Nguyên Đán, o primeiro dia do ano no calendário lunar tradicional usado no Vietnã, e o feriado mais importante do país. Tanto o Vietnã do Norte quanto o do Sul haviam anunciado em transmissões nacionais de rádio que haveria um cessar-fogo de dois dias durante a ocasião. Em vietnamita a ofensiva é conhecida como Cuộc Tổng tiến công và nổi dậy ("Ofensiva e Insurreição Geral"), ou Tết Mậu Thân ("Tet, ano do macaco").
Em 1967 parecia ter ocorrido um impasse na guerra do Sudeste Asiático. Em decorrência da massiva intervenção norte-americana, as forças do Vietnã do Norte haviam sido contidas. Amparados na sua superioridade em blindados, aviões, helicópteros e sistemas de armas sofisticados, os estrategistas norte-americanos acreditavam que o conflito seria vencido a seu favor, em algum momento.
Por sua vez, a liderança política e militar norte-vietnamita, apostava que o ponto fraco da ameaça dos EUA era sua frente interna, ou seja, a opinião pública. Para romper o impasse, foi convocada em Hanói, em julho de 1967, uma reunião cujo objetivo era traçar uma estratégia que retomasse a iniciativa do conflito para o Vietnã do Norte. O resultado desta reunião ficou claro no ano seguinte, quando, surpreendentemente, as forças americanas foram confrontadas pela ação conjunta de guerrilheiros vietcongs e do Exército do Vietnã do Norte.
A ofensiva deveria ser a mais ampla possível. Em nível militar esperava-se que o ARVN (Exército do Vietnã do Sul) entrasse em colapso quando os norte-americanos vissem subir, de forma acentuada, suas baixas em combate, aumentando simultaneamente a oposição antiguerra nos E.U.A.

Deslocando forças do ENV para o sul, e sendo apoiadas em sua ofensiva pelos vietcongs, todas as províncias seriam envolvidas nos combates, aí incluindo todas as cidades do Vietnã do Sul, começando pela capital Saigon. O golpe final seria um levante geral que demoliria o ARVN e seus aliados norte-americanos.

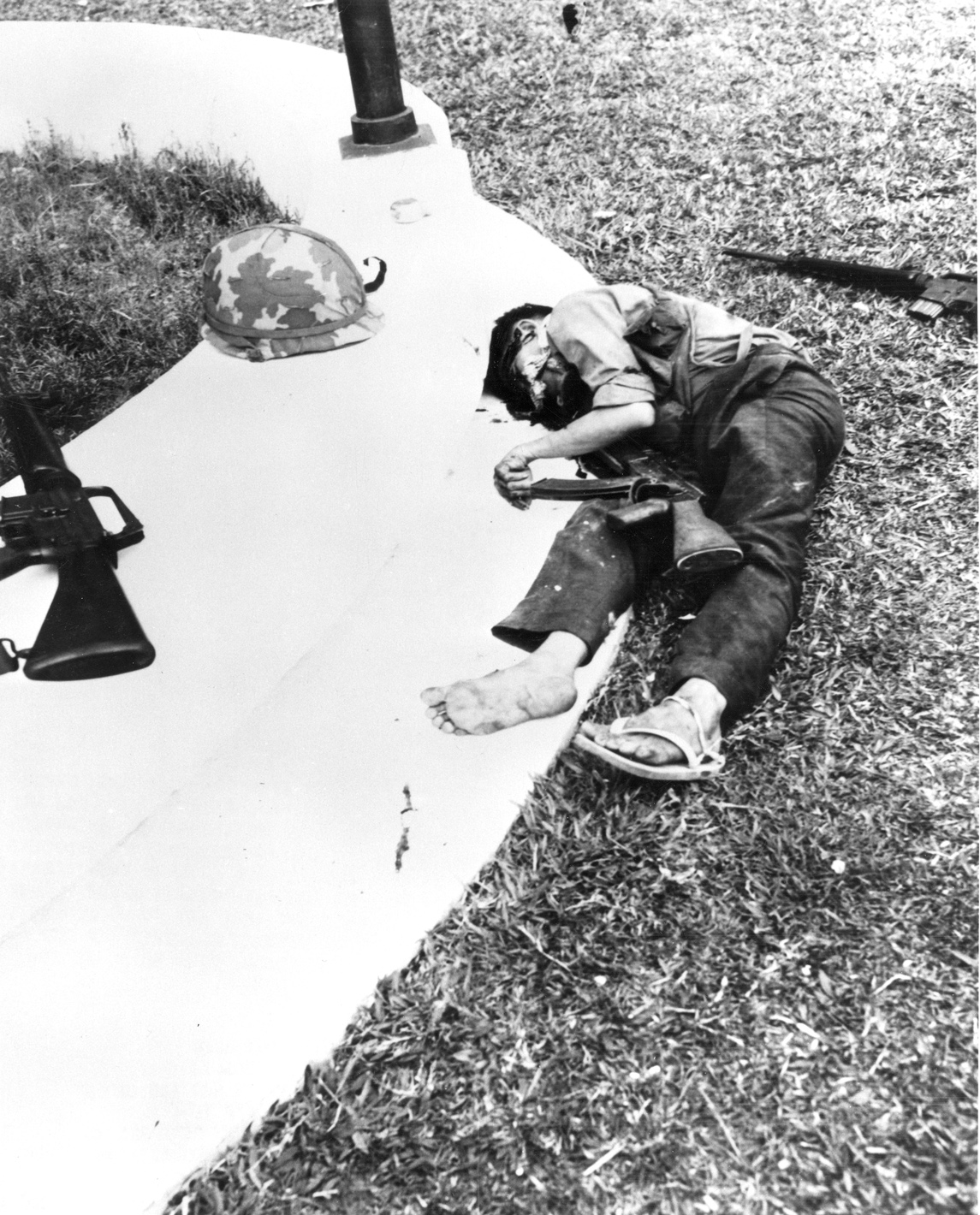
Guerrilheiro vietcongue morto dentro da embaixada dos Estados Unidos em Saigon.

Os ataques foram marcados para o final de Janeiro e teve entre os preparativos uma série de ataques cujo objetivo foi o de afastar as guarnições sul vietnamitas de suas bases nos centros urbanos de porte médio e grande. Duas semanas antes do ataque, o ENV lançou duas divisões contra a base de Khe Sahn, que ficou sob cerco por cerca de 11 semanas.
O ataque foi desfechado em 30 de janeiro e, só em Saigon, havia mais de 4 mil vietcongs, misturados à população urbana. Nesta, um dos principais alvos foi a embaixada dos EUA e o campo de pouso de Tan Son Nhut. Na embaixada, um grupo de 15 guerrilheiros infiltrou-se após explodir uma parede e levaram seis horas para ser neutralizados.

Excetuando os combates em Huế (antiga cidade imperial) e em Khe Sahn, os combates terminaram em cerca de uma semana, iniciando-se então um balanço da ofensiva. Para os governos do Vietnã do Sul e dos EUA, havia sido uma vitória política a não adesão da população aos atacantes - demonstrando o isolamento dos vietcongs. No campo militar, também foi uma vitória a resistência do ARVN, abrindo a perspectiva de uma "vietnamização" do conflito, com a retirada dos EUA da linha de frente do conflito, o que viria a ter início em Janeiro de 1973.

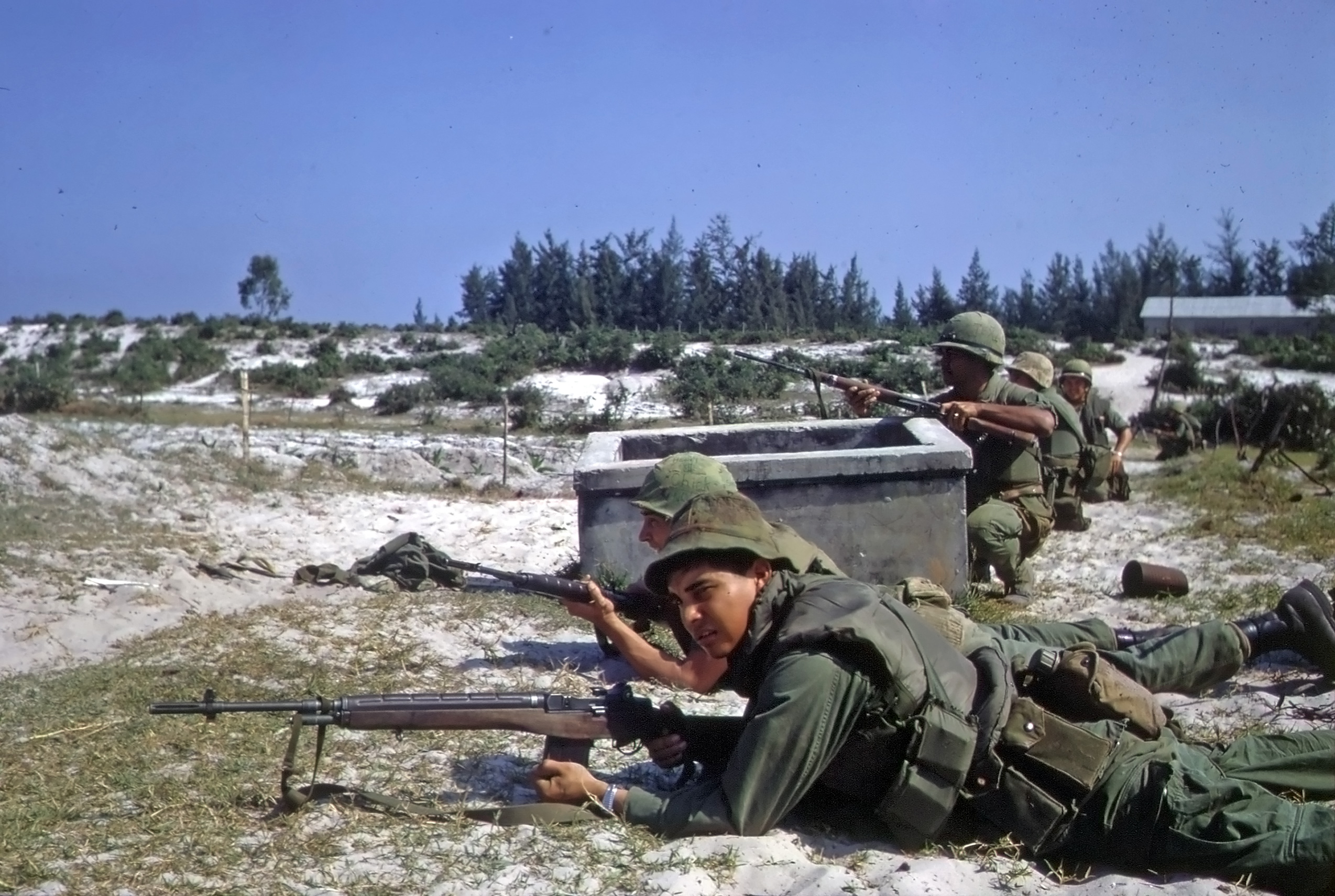
Soldados americanos esperam ataque dos vietcongues durante a Ofensiva do Tet, 1968.

Para a liderança norte-vietnamita, a perda de cerca de 79 117 baixas, dentre mortos (+- 35 000), feridos (+-38 117) e aprisionados (+-6 000), não era dramática, pois em sua maioria pertenciam aos vietcongues, o que os enfraquecia diante de Hanói. E se o resultado militar foi frustrante para eles, o impacto provocado na opinião pública norte-americana foi enorme, minando a determinação deles em permanecer no conflito. O "colapso político" do governo norte-americano foi tão violento que levou o General Giap, que já reconsiderava o retraimento de suas forças, a um novo e mais agressivo planejamento de suas operações de guerra. Somando-se às baixas norte-vietnamitas, deveremos acrescentar as perdas fatais dos perto de 7 721 civis, 1 100 norte-americanos e aproximadamente 2 900 soldados sul-vietnamitas. Neste ponto do conflito, contava-se o expressivo número de 1 500 000 refugiados internos, sob a coordenação do governo do Vietnã do Sul.

## Contexto

### Politica do Vietnã do Sul
Em 1966, a liderança do Vietnã do Sul, representada pelo Chefe de Estado Nguyễn Văn Thiệu e o Primeiro-Ministro Nguyễn Cao Kỳ, foi persuadida a se comprometer com reformas democráticas em um esforço para estabilizar a situação política. Antes de 1967, a assembleia constituinte sul-vietnamita já estava em processo de elaboração de uma nova constituição e eventuais eleições.  A situação política no Vietnã do Sul, após a eleição presidencial sul-vietnamita de 1967, parecia cada vez mais estável. As rivalidades entre os generais do Vietnã do Sul estavam se tornando menos caóticas, e Thiệu e Kỳ formaram uma chapa conjunta para a eleição. 
Apesar dos esforços do Vietnã do Norte para perturbar as eleições, uma participação eleitoral superior ao habitual representou um ponto positivo após uma série de golpes de Estado que caracterizaram os anos anteriores.
Os protestos, as campanhas e a atmosfera das eleições foram interpretados pelo Politburo do Partido Comunista do Vietnã e por Lê Duẩn como sinais de que a população apoiaria uma "revolta geral" contra o governo do Vietnã do Sul.

### Contexto Estratégico dos Estados Unidos
No final de 1967, a questão de saber se a estratégia de atrito dos EUA estava funcionando no Vietnã do Sul pesava muito na mente do público americano e principalmente na administração do presidente Lyndon B. Johnson. O general William C. Westmoreland, comandante do Comando de Assistência Militar do Vietnã, acreditava que se um "ponto de transição" pudesse ser alcançado, no qual o número de tropas comunistas mortas ou capturadas durante operações militares excedesse o número de recrutadas ou substituídas, os americanos venceriam a guerra. Havia porém uma discrepância entre as estimativas do Comando de Assistência Militar do Vietnã e da Agência Central de Inteligência (CIA) em relação à força das forças de guerrilha presentes no Vietnã do Sul, enquanto as forças armadas subestimavam as forças vietcongs e aumentavam o número de baixas dessas a CIA estava a trabalhar em projeções menos otimistas.  Em setembro, membros dos serviços de inteligência e da CIA se reuniram para preparar uma Estimativa que seria usada pela administração para avaliar o sucesso dos EUA no conflito. 
Com a ajuda da informação de inteligência inimiga acumulada durante as Operações Cedar Falls e Junction City, os membros da CIA do grupo acreditavam que o número de guerrilheiros, irregulares e quadros do Vietnã do Norte no Sul poderia chegar a 430 000. O Centro de Inteligência Combinado do Comando de Assistência Militar do Vietnã, por outro lado, sustentava que o número não poderia passar de 300 000.
Durante a segunda metade de 1967, a administração ficou alarmada com as críticas, tanto internas quanto externas ao governo, e com os relatos de declínio do apoio público às suas políticas em relação ao Vietnã. De acordo com pesquisas de opinião pública, a porcentagem de americanos que acreditavam que os EUA haviam cometido um erro ao enviar tropas ao Vietnã aumentou de 25% em 1965 para 45% em dezembro de 1967. Isso levou o governo a lançar a chamada "ofensiva do sucesso", um esforço concentrado para alterar a percepção pública generalizada de que a guerra havia chegado a um impasse e convencer o povo americano de que as políticas do governo estavam dando certo. Todos os indicadores estatísticos de progresso, desde "taxas de mortes" e "contagens de corpos" até a pacificação de aldeias, foram fornecidos à imprensa e ao Congresso para dar a impressão que a vitória estava a caminho, o general Bruce Palmer Jr., afirmou que "o VietCong foi derrotado" e que "eles não conseguem obter comida e não conseguem recrutar".

## Despreparo dos EUA

### Suspeitas
Sinais da ação comunista foram notados entre o aparato de coleta de inteligência aliada em Saigon. Durante o final do verão e outono de 1967, agências de inteligência sul-vietnamitas e americanas coletaram pistas que indicavam uma mudança significativa no planejamento estratégico comunista. Em meados de dezembro, evidências crescentes convenceram muitos em Washington e Saigon de que algo grande estava em andamento. Durante os últimos três meses do ano, agências de inteligência observaram sinais de um grande acúmulo militar norte-vietnamita. Além dos documentos capturados, observações de operações logísticas inimigas também foram realizadas: em outubro, o número de caminhões observados indo para o sul através do Laos na trilha Ho Chi Minh saltou da média mensal anterior de 480 para 1 116. Em novembro, esse total chegou a 3.823 e, em dezembro, 6 315.
Apesar de todos os sinais de alerta, os aliados ainda estavam surpresos com a escala e o escopo da ofensiva. De acordo com o Coronel Hoang Ngoc Lung a resposta estava na própria metodologia de inteligência aliada, que tendia a estimar o provável curso de ação do inimigo com base em suas capacidades, não em suas intenções.
Diversas batalhas foram travadas nas fronteiras, em Sông Bé, capital da província de Phước Long, forças Sul Vietnamitas foram atacadas, um posto avançado de fronteira das Forças Especiais dos EUA em Lộc Ninh, na província de Bình Long também foi atacado, esses ataques desencadearam a 1° Batalha de Loc Ninh.A mais severa das que vieram a ser conhecidas como "Batalhas de Fronteira" eclodiu durante outubro e novembro em torno de Dak To, outro posto avançado de fronteira na província de Kon Tum. Os confrontos entre os quatro regimentos da 1ª Divisão do Exército Popular do Vietnã, a 4ª Divisão de Infantaria dos EUA, a 173ª Brigada Aerotransportada e a infantaria e elementos aerotransportados Sul vietnamitas duraram 22 dias. Quando a luta terminou, entre 1 200 e 1 600 soldados do norte vietnamitas e 262 soldados dos EUA foram mortos. Os objetivos dos norte-vietnamitas tinham um plano claro: fixar a atenção do comando dos EUA nas fronteiras e afastar o grosso das forças dos EUA das planícies costeiras e das cidades densamente povoadas.

### Antes da ofensiva
No início de janeiro de 1968, os EUA haviam destacado 331 098 militares do Exército e 78 013 fuzileiros navais em nove divisões, um regimento de cavalaria blindada e duas brigadas separadas para o Vietnã do Sul. Eles estavam acompanhados pela 1ª Força-Tarefa Australiana, um regimento do Exército Real Tailandês, duas divisões de infantaria do Exército da República da Coreia e a brigada do Corpo de Fuzileiros Navais da República da Coreia. A força sul-vietnamita totalizou 350 000 militares no Exército, Força Aérea, Marinha e Corpo de Fuzileiros Navais. Eles foram, por sua vez, apoiados pelas Forças Regionais Sul-Vietnamitas de 151 000 homens e pelas Forças Populares Sul-Vietnamitas de 149 000 homens, que eram o equivalente a milícias.[carece de fontes?]
Preocupado com a situação em desenvolvimento em Khe Sanh e com uma nova rodada de informações vindas da inteligência, Westmoreland solicitou que os sul-vietnamitas cancelassem o cessar-fogo em curso em todo o país. Em 8 de janeiro de 1968, o General Cao Van Vien, disse tentaria limitar a trégua a 24 horas. No entanto, o presidente sul-vietnamita Nguyen Van Thieu argumentou que cancelar a trégua de 48 horas afetaria negativamente o moral de suas tropas e do povo sul-vietnamita. Mesmo assim, ele concordou em limitar o cessar-fogo a 36 horas, a partir da noite de 29 de janeiro.

## Ofensiva do Tet
Em 21 de janeiro, os norte-vietnamitas iniciaram um bombardeio em larga escala contra a base da Marinha em Khe Sanh, seguido por ataques nas colinas ao redor da base. Westmoreland tinha certeza de que aquele era o início da tão esperada ofensiva geral e assim ordenou o início de uma campanha massiva de bombardeios focada em posições inimigas ao redor de Khe Sanh. Ele também ordenou o deslocamento da 1ª Divisão de Cavalaria e de uma brigada da 101ª Divisão Aerotransportada ao I Corpo para fortalecer as defesas das duas províncias mais ao norte. 
A primeira fase do ataque começou em 30 e 31 de janeiro, quando as forças da FLN atacaram simultaneamente vários alvos, principalmente áreas povoadas e locais com forte presença de tropas americanas, estavam sob ataque as cidades de Saigon, Cholon e Gia Định no Distrito Militar da Capital; Quảng Trị, Huế, Quảng Tín, Tam Kỳ e Quảng Ngãi, bem como bases dos EUA em Phú Bài e Chu Lai, Phan Thiết, Tuy Hòa e instalações dos EUA em Bong Son e An Khê  e Cần Thơ e Vĩnh Long. No dia seguinte, Biên Hòa, Long Thanh, Bình Dương, Kien Hoa, Dinh Tuong, Gò Công, Kiên Giang, Vĩnh Bình, Bến Tre e Kien Tuong foram atacados.
Na maioria dos casos, a defesa foi liderada pelas forças locais sul-vietnamitas. As milícias locais ou forças militares, apoiadas pela Polícia Nacional do Vietnã do Sul, geralmente expulsavam os atacantes em dois ou três dias, e às vezes em poucas horas; mas os combates pesados continuaram por vários dias a mais em Kon Tum, Buôn Ma Thuột, Phan Thiết, Cần Thơ e Bến Tre. O resultado em cada caso era geralmente ditado pela habilidade do comandante local - alguns eram excepcionais, outros nem tanto. Durante esta crise, no entanto, nenhuma unidade sul-vietnamita quebrou ou desertou para os comunistas. 

### Saigon
Veja também: Batalha de Saigon (1968)
Embora Saigon fosse o ponto focal da ofensiva, as forças norte-vietnamitas não buscava uma tomada da cidade. Em vez disso, eles tinham como alvos principais: a sede do Estado-Maior Conjunto, a Base Aérea de Tan Son Nhut, o Palácio da Independência, a Embaixada dos EUA em Saigon, o Quartel-General da Marinha da República do Vietnã, a Rádio Saigon além da delegacia central de polícia, do Comando de Artilharia e o quartel-general do Comando Blindado. O plano exigia que essas forças iniciais capturassem e mantivessem suas posições por 48 horas, momento em que os reforços deveriam ter chegado para substituí-los.
A defesa da Capital era principalmente uma responsabilidade sul-vietnamita e foi inicialmente defendida por oito batalhões de infantaria e pela força policial local. As unidades do Exército dos EUA que participaram da defesa incluíam o 716º Batalhão de Polícia Militar, sete batalhões de infantaria (um mecanizado) e seis batalhões de artilharia.
Um dos alvos mais importantes, do ponto de vista simbólico e propagandístico, era a Rádio Saigon. As tropas norte-vietnamitas traziam consigo uma gravação de Hồ Chi Minh anunciando a libertação de Saigon e convocando uma "Revolta Geral" contra o governo de Thiệu, entretanto as mesmas não conseguiram transmitir devido ao corte das linhas de áudio do estúdio principal para a torre assim que a estação foi tomada.
A Embaixada dos EUA em Saigon foi atacada às 02h45 por uma equipe de 19 sapadores que abriram um buraco no muro circundante de 8 pés de altura (2,4 m), porém com o fogo defensivo que vitimou seus oficiais mortos no ataque inicial os sapadores simplesmente ocuparam os terrenos da chancelaria até que todos foram mortos ou capturados por reforços dos EUA que desembarcaram no telhado do edifício seis horas depois. Às 09h20, a embaixada e os terrenos estavam seguros, com a perda de cinco militares dos EUA.

## Consequências
Exceto em Huế e nas operações de limpeza em Saigon e arredores, a primeira onda da ofensiva terminou na segunda semana de fevereiro com a liderança norte-vietnamita desanimada pelo elevado custo em baixas e pouco resultado significativo e nos EUA a mesma criou uma crise dentro do governo Johnson, que se tornou cada vez mais incapaz de convencer o público americano de que a ofensiva havia sido uma grande derrota para os comunistas. As avaliações otimistas feitas antes da ofensiva pelo governo e pelo Pentágono foram alvo de fortes críticas.